# Tryggve N. D. Mettinger
Tryggve Nils Daniel Mettinger (* 8. Juni 1940 in Helsingborg; † 23. Oktober 2023) war ein schwedischer Alttestamentler und Hochschullehrer für Altes Testament an der Universität Lund.

## Leben und Wirken
Mettinger studierte von 1960 bis 1978 Theologie und verschiedene philologische Fächer, so Semitistik, Ägyptologie, Assyriologie und vergleichende Literaturwissenschaft an den Universitäten Lund und Kopenhagen. Im Jahre 1963 erlangte er seinen M.A. in vergleichender Literaturwissenschaft und Religionswissenschaften, im Jahre 1965 studierte er am Schwedischen Theologischen Institut (schwedisch Svenska teologiska institutet) in Jerusalem. Danach wurde er im Jahre 1971 mit der Arbeit Solomonic state officials. A study of the civil government officials of the Israelite monarchy zum Dr. theol. promoviert.
Mettinger lehrte als Dozent (Lektor) zur Exegese des Alten Testaments (Tanach) und wurde anschließend zum Professor an der Universität Lund ernannt, eine Funktion, die er bis zu seiner Emeritierung im Jahr 2003 innehatte.
Eine Vielzahl von Gastprofessuren führten ihn in die USA (1984 Dept. of Biblical Studies, Princeton, N.J.), nach Israel, den Niederlanden (1991 Dept. of Semitics, Kampen, Holland sowie 2000 Dept. of Biblical Studies, Utrecht, Holland) und Südafrika (1997, Dept. of Ancient Near Eastern Studies, Stellenbosch, South Africa). Im Jahre 2008 wurde er von der Königlichen Gesellschaft der Wissenschaften in Uppsala (schwedisch Kungliga Vetenskaps-Societeten i Uppsala) mit dem „Thuréus-Preis“ in Geisteswissenschaften ausgezeichnet.
Von 1978 bis 2003 war er Mitherausgeber der Monographienreihe Coniectanea Biblica, Old Testament Series. Mettinger war als Fachberater für das offizielle schwedische Bibelübersetzungskomitee tätig, dessen Arbeit zur Erstellung der Bibel 2000 er begleitete.
Mettinger war Mitglied verschiedener Gelehrtengesellschaften, etwa der Kungliga Vitterhets Historie och Antikvitets Akademien und Ehrenmitglied in der britischen Society for Old Testament Study (SOTS).
Er war mit der Grundschullehrerin Solvi Doris Mettinger, geborene Axell verheiratet.
Für Mettinger war sein Verhältnis zwischen der Wissenschaft und seinem christlichen Glauben so, dass er „I try to draw a line between what I believe I know as a scholar and what I know I believe a a Christian.“ (deutsch: Ich versuche eine Linie, einen Zusammenhang aufzuzeigen zwischen dem, was ich als gelehrter Wissenschaftler zu wissen vermag und dem, was ich als Christ zu glauben weiß.)
Im Jahre 2011 wurde die Festschrift Enigmas and Images: Studies in Honor of Tryggve N. D. Mettinger zu seinen Ehren veröffentlicht. Dieser Band enthält ferner eine nahezufast vollständige Bibliographie von Mettingers Veröffentlichungen. Auch im Svensk exegetisk årsbok, einer Peer-Review-Fachzeitschrift zu Bibelstudien, wurde zuvor eine ihm gewidmete Festschrift publiziert.
In seine Betrachtung Riddle of Resurrection: Dying and Rising Gods (2001) greift Mettinger, die von James George Frazer in dessen Werk The Golden Bough (1890) formulierte These von englisch dying and rising gods, den „sterbenden und auferstandenen Göttern“ wieder auf.

## Publikationen (Auswahl)
- Solomonic state officials. A study of the civil government officials of the Israelite monarchy (= Coniectanea Biblica 5). Stockholm: Almqvist & Wiksell 1971
- King and Messiah. The Civil and Sacral Legitimation of the Israelite Kings. Almqvist & Wiksell, Stockholm 1976
- The dethronement of Sabaoth. Studies in the Shem and Kabod theologies. Almqvist & Wiksell, Stockholm 1982
- A farewell to the Servant Songs. A critical examination of an exegetical axiom (= Scripta Minora Regiae Societatis Lundensis 1982–1983:3), Lund 1983
- Eva och revbenet. Sex uppsatser om Gamla Testamentet (= Religio. Skrifter utgivna av Teologiska institutionen i Lund, 16), Lund 1984
- Namnet och närvaron. Gudsnamn och gudsbild i Böckernas Bok. Libris, Örebro 1987
  - In search of God. The meaning and message of the everlasting names. Philadelphia 1988.
- No graven image? Israelite aniconism in its ancient Near Eastern context. Almqvist & Wiksell, Stockholm 1995
- The riddle of resurrection. ”Dying and rising gods” in the ancient Near East. Almqvist & Wiksell, Stockholm 2001
- The Eden Narrative: A literary and religio-historical study of Genesis 2–3. Winona Lake, JN 2007
- Sångernas sång: en mästares dikt om kärleken. Bibelsällskapets Förlag, Uppsala 2016, ISBN 978-91-982579-1-5
- Report from a Scholar’s Life: Select Papers on the Hebrew Bible. Herausgegeben von Andrew Knapp, Winona Lake, Indiana 2015 (PDF-Datei).